# Bréal-sous-Montfort
Bréal-sous-Montfort is een gemeente in het Franse departement Ille-et-Vilaine in de regio Bretagne. De plaats maakt deel uit van het arrondissement Rennes. Bréal-sous-Montfort telde op 1 januari 2022 6.430 inwoners.

## Geschiedenis
Al in de 10e eeuw was er een kerk in Bréal. Vanaf 1152 hing de kerk af van het kapittel van de kathedraal van Saint-Malo en in 1202 werd deze kerk ook gewijd aan de heilige Malo. Op het grondgebied van de huidige gemeente was er ook (een nu verdwenen) priorij die afhing van de Abdij van Paimpont. Ten noorden van Bréal liep de koninklijke weg van Parijs naar Lorient.

## Geografie
De oppervlakte van Bréal-sous-Montfort bedroeg op 1 januari 2022 33,82 vierkante kilometer; de bevolkingsdichtheid was toen 190,1 inwoners per km².
Het reliëf van de gemeente loopt af van zuid naar noord, van de beboste heuvels in het zuiden naar de natte riviervallei van de Meu.

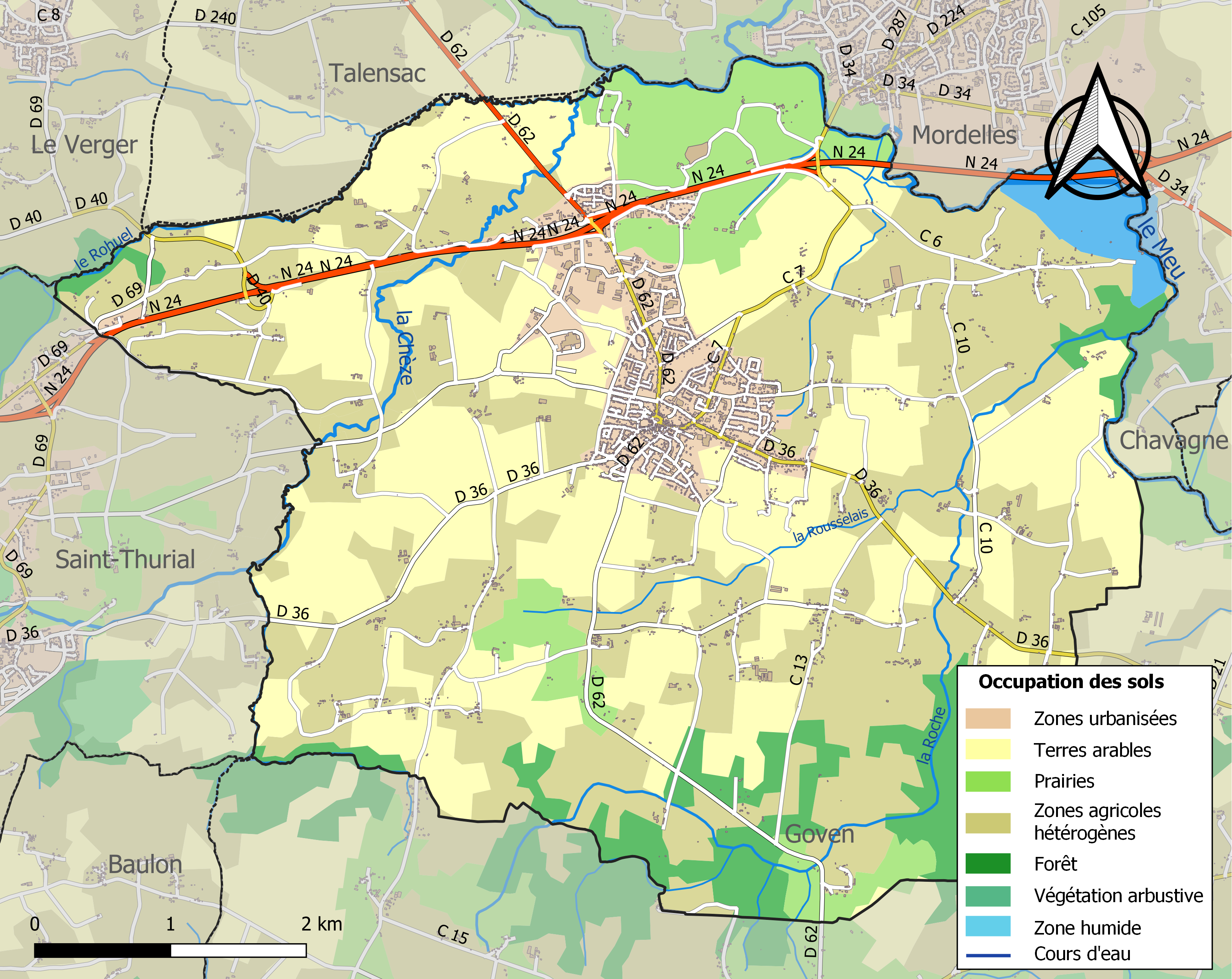
Kaart van de gemeente met belangrijkste infrastructuur, bodemgebruik en omliggende gemeenten

## Demografie
Onderstaande figuur toont het verloop van het inwonertal, bron: INSEE-tellingen. 